# Macarena García
Macarena García de la Camacha Gutiérrez-Ambrossi (Madrid, 26 de abril de 1988) é uma atriz e cantora espanhola.

## Filmografia

### Séries
| 2009        | Hospital Central                              | Cristina               | Telecinco | 1 episódio    |
| 2010        | El pacto                                      | Ana Alcides            | Telecinco | TV movie      |
| 2010        | El internado                                  | Gema                   | Antena 3  | 6 episódios   |
| 2010 - 2012 | Amar en tiempos revueltos                     | Consuelo Muñoz "Chelo" | TVE       | 199 episódios |
| 2012        | Amar en tiempos revueltos: La muerte a escena | Consuelo Muñoz         | TVE       | TV movie      |
| 2011        | Punta Escarlata                               | Raquel Solís           | Telecinco | 8 episódios   |
| 2011        | Hospital Central                              | Sol Martínez           | Telecinco | 2 episódios   |
| 2012 - 2013 | Luna, el misterio de Calenda                  | Vera Mendoza Morales   | Antena 3  | 20 episódios  |
| 2013        | Niños robados                                 | Violeta                | Telecinco | TV movie      |
| 2014 - 2015 | B&B, de Boca en Boca                          | Sonia Balboa Bermejo   | Telecinco | 29 episódios  |
| 2015        | La española inglesa                           | Isabel                 | TVE       | TV movie      |
| 2016 - 2017 | Ministério del Tiempo                         | Lola Mendieta (Jovem)  | TVE       | 26 episódios- |

### Cinema
| Filmes | Filmes               | Filmes                 | Filmes                   | Filmes                |
| Ano    | Título               | Papel                  | Diretor                  | Notas                 |
| ------ | -------------------- | ---------------------- | ------------------------ | --------------------- |
| 2012   | Branca de Neve       | Carmen/Branca de Neves | Pablo Berger             | Personagem principal. |
| 2013   | Todos están muertos  | Nadia                  | Beatriz Sanchís          | Personagem principal. |
| 2015   | Palmeras en la nieve | Julia                  | Fernando González Molina | Personagem principal. |
| 2019   | A pesar de todo      | Lucía                  | Gabriela Tagliavini      | Personagem principal. |

### Teatro
| Teatro | Teatro                             | Teatro           | Teatro                         |
| Ano    | Título                             | Papel            | Diretor                        |
| ------ | ---------------------------------- | ---------------- | ------------------------------ |
| 2001   | En el nombre de la Infanta Carlota | Canelilla        | Javier Muñoz                   |
| 2008   | High School Musical                | Gabriella Montez | Ariel del Mastro               |
| 2013   | La Llamada                         | María            | Javier Ambrossi e Javier Calvo |